# بلاش بابکان
بلاش (پارسی میانه: Wala(x)š ī Pābagān) یکی از شاهزادگان ساسانی در سده سوم میلادی در زمان حکومت شاپور یکم بود.

## زندگی

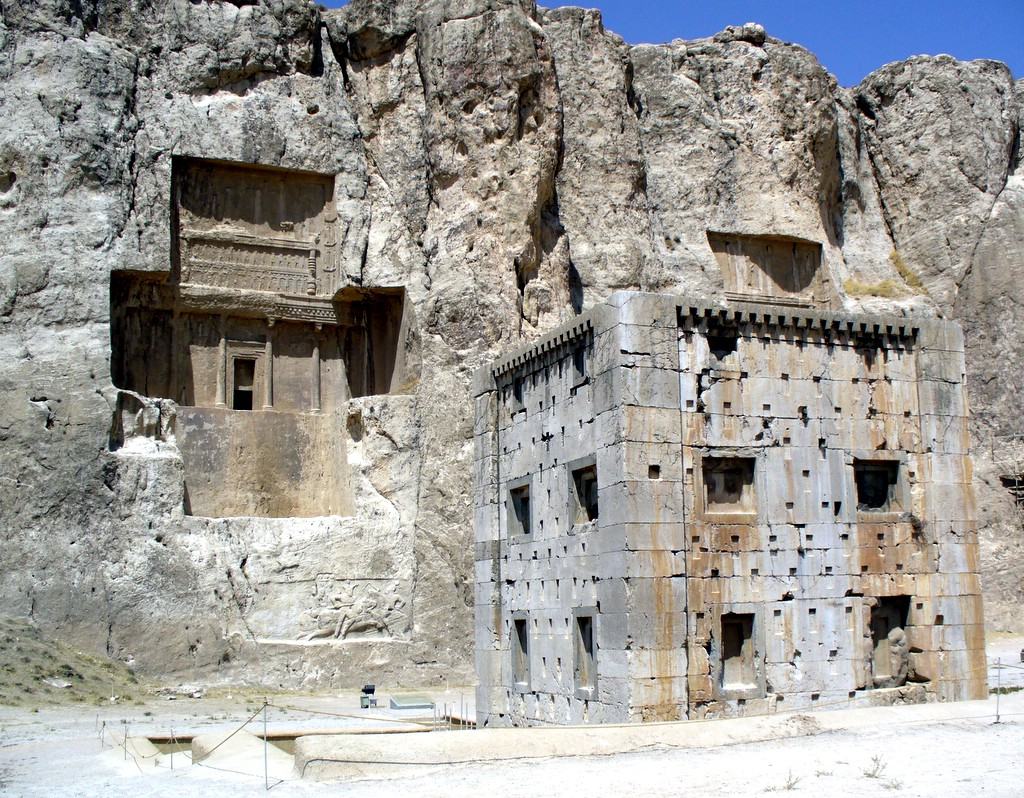
کعبه زرتشت، جایی که سنگ‌نوشته شاپور یکم حک شده‌است

از او در سنگ‌نوشته شاپور یکم بر کعبه زرتشت به عنوان شاهزاده (پارسی میانه: wispuhr) یاد شده‌است. او در این سنگ‌نوشته در میان ۶۷ نجیب‌زاده در رتبهٔ پنجم قرار دارد. با توجه به عنوان او می‌توان با قطعیت گفت که وی یکی از اعضای خاندان سلطنتی بوده اما تشخیص اینکه او دقیقاً چه رابطه‌ای با شاهنشاه و دیگر اعضای خاندان داشته، ناممکن است.
این سنگ‌نوشته همچنین بیان می‌کند که بلاش پسر بابک است. دقیقاً مشخص نیست که کدام یک از هفت بابک یادشده در سنگ‌نوشته پدر بلاش هستند، اما گمان بر این است که او پسر بابک، برادر اردشیر بابکان و عموی شاپور یکم باشد.